# 好小子 (1986年電影)
《好小子》，為台灣1986年拍攝的功夫喜劇電影。

## 概要
以詼諧生動的武打情節，在當時低靡的國片市場之下轟動一時，並於同年登上十大賣座國片第三名，更在日本、韓國及東南亞地區掀起熱潮。
日本東映以二十萬美金包底的方式在日本推出，並代理在歐洲和拉丁美洲等地的版權。湯臣電影靠著本片開始邁向國際市場。
本片導演張美君在1985年11月22日因肝癌病逝，本片最後由朱延平接手完成。
在1990年代由西片《小鬼當家》帶起的"小鬼"影片熱潮之下，1992年推出的西片《小鬼難纏又當家》系列曾被人質疑是參考本片。

## 故事概要
年幼父母雙亡的阿國、小虎與年紀最小的小胖三兄弟，從小與隱居在深山之中的祖父相依為命，並接受其傳授的功夫調教。一日，小子們誤將爺爺心愛的寵物小雲雀放生，為了規避處罰於是三人決定下山尋找失散多年的祖母。
初經世事的好小子對山下花花世界的事物都充滿著十分地好奇；販毒集團見流浪街頭的三人無知，卻又有著一身好功夫，便假意照顧欲利用他們犯罪。
三人得知壞蛋的陰謀打算逃走，途中巧遇失散的小雲雀因而與祖母相認。
販毒集團有恐三人帶走犯罪證據導致被警察查獲，因而擄走小孫女作為條件交換，於是好小子私自前往交涉與其大打出手，就在危急之時祖父及時出現！
此時祖母和接獲報案的大批警方人員也趕到，將歹徒們繩之以法，祖孫等人最後終於團圓。

## 主要演員
- 顏正國
- 左孝虎
- 陳崇榮
- 陳慧樓
- 譚艾珍
- 卓勝利
- 素珠
- 胡瓜

## 主題歌

### 台灣
- 『好小子』（作詞：陶大偉／作曲：陶大偉／主唱：陶大偉）

### 日本
日本上映時自編之歌曲。
- 『カンフーキッド』（作詞：森雪之丞／作曲：鷺巢詩郎／主唱：好小子）
- 『恋のカンフーキッド』（作詞：三浦德子／作曲：鷺巢詩郎／主唱：好小子）

## 相關系列
- 1986年8月2日：好小子第2集[2]
  - 導演：陳志華
- 1987年：好小子第3集－苦兒流浪記[3]
  - 導演：林福地
- 1987年：好小子第4集－跨越時空的小子[4]
  - 導演：張鵬翼
- 1988年：好小子第5集－萬能運動員[5]
  - 導演：周騰、林萬掌
- 1989年：好小子第6集－小龍過江[6]
  - 導演：林萬掌
- 1990年：好小子第7集－打通關[7]
  - 導演：林萬掌
- 1990年：好小子第8集－笑傲城市
  - 導演：林萬掌
- 1990年：好小子第9集－小鬼大哥大
  - 導演：陳志華
- 1990年：好小子第10集－遊俠兒
  - 導演：朱延平

## 註腳
1. ↑  .   [2006-12-25]. （原始内容存档于2007-02-21）.
2. ↑  .   [2011-02-28]. （原始内容存档于2011-09-10）.
3. ↑  劇情介紹－好小子3 THE KUNG-FU KIDS Ⅲ[永久]
4. ↑  .   [2011-02-28]. （原始内容存档于2009-12-08）.
5. ↑  .   [2011-02-28]. （原始内容存档于2011-09-10）.
6. ↑  .   [2011-02-28]. （原始内容存档于2011-08-31）.
7. ↑  .   [2011-02-28]. （原始内容存档于2011-08-31）.

※「苦兒流浪記」、「跨越時空的小子」：在影片標題的名稱上雖有加附所屬的集數，但內容上屬於為外傳性質，實質上接續頭兩作觀點的第三作為「小龍過江」。
在湯臣國際影業娛樂有限公司的官方網站上，「現今」有將《萬能運動員》、《打通關》列入系列計算，但上述兩片在電影推出「當時」並未有如此加註，實際為這只是該公司為方便行銷舊片而採取的手段。

## 外部連結
- 湯臣國際娛樂有限公司
- 日本影迷網站 - THE KUNG-FU KIDS
- 開眼電影網上《好小子》的資料（繁體中文）
- 香港影庫上《好小子》的資料（繁體中文）
- 时光网上《好小子》的資料（简体中文）
- 豆瓣电影上《好小子》的資料 （简体中文）
- 爛番茄上《好小子》的資料（英文）
- AllMovie上《好小子》的资料（英文）
- 互联网电影数据库（IMDb）上《好小子》的资料（英文）